# Clary, Nord

Clary este o comună în departamentul Nord, Franța. În 1 ianuarie 2022 avea o populație de 1.087 de locuitori.